# React
React (иногда React.js или ReactJS) — JavaScript-библиотека с открытым исходным кодом для разработки пользовательских интерфейсов.
React разрабатывается и поддерживается Facebook, Instagram и сообществом отдельных разработчиков и корпораций.
React может использоваться для разработки одностраничных и мобильных приложений. Его цель — предоставить высокую скорость разработки, простоту и масштабируемость. В качестве библиотеки для разработки пользовательских интерфейсов React часто используется с другими библиотеками, такими как MobX, Redux и GraphQL.

## История разработки
React был создан Джорданом Валке, разработчиком программного обеспечения из Facebook. На него оказал влияние XHP — компонентный HTML-фреймворк для PHP. Впервые React использовался в новостной ленте Facebook в 2011 году и позже в ленте Instagram в 2012 году. Исходный код React открыт в мае 2013 года на конференции «JSConf US».
React Native анонсирован на конференции Facebook «React.js Conf» в феврале 2015 года, а исходный код открыт в марте 2015 года. Он позволяет разрабатывать нативные Android-, iOS- и UWP-приложения с использованием React.
18 апреля 2017 года Facebook анонсировал React Fiber, переписанную и оптимизированную версию React. React Fiber станет основой разработки всех будущих функций и улучшений.

## Пример использования
Ниже приведён пример использования React в HTML с JSX и JavaScript.
```
<
div
 
id
=
"myReactApp"
></
div
>

<
script
 
type
=
"text/babel"
>

  
class
 
Greeter
 
extends
 
React
.
Component
 
{
 

    
render
()
 
{
 

      
return
 
<
h1
>
{
this
.
props
.
greeting
}
<
/h1>

    
}
 

  
}
 

  
ReactDOM
.
render
(
<
Greeter
 
greeting
=
"Hello World!"
 
/>
,
 
document
.
getElementById
(
'myReactApp'
));

</
script
>

```

Класс Greeter — это React-компонент, принимающий свойство greeting. Метод ReactDOM.render отрисовывает экземпляр класса (компонента) Greeter со свойством greeting, равным "Hello World", и вставляет отрисованный компонент в DOM-элемент с идентификатором myReactApp как вложенный элемент.
При отображении в веб-браузере результат будет:
```
<
div
 
id
=
"myReactApp"
>

  
<
h1
>
Hello World!
</
h1
>

</
div
>

```

## Особенности

### Однонаправленная передача данных
Свойства передаются от родительских компонентов к дочерним. Компоненты получают свойства как множество неизменяемых (англ. immutable) значений, поэтому компонент не может напрямую изменять свойства, но может вызывать изменения через callback-функции. Такой механизм называют «свойства вниз, события наверх».

### Виртуальный DOM
React использует виртуальный DOM (англ. virtual DOM). React создаёт кэш-структуру в памяти, что позволяет вычислять разницу между предыдущим и текущим состояниями интерфейса для оптимального обновления DOM браузера. Таким образом программист может работать со страницей, считая, что она обновляется вся, но библиотека самостоятельно решает, какие компоненты страницы необходимо обновить.

### Redux
Часто React используют в связке с Redux для управления состояниями компонентов

### JSX
JavaScript XML (JSX) — это расширение синтаксиса JavaScript, которое позволяет использовать HTML-подобный синтаксис для описания структуры интерфейса. Как правило, компоненты написаны с использованием JSX, но также есть возможность использования обычного JavaScript. JSX напоминает другой язык, созданный в компании Фейсбук для расширения PHP, XHP.

### Методы жизненного цикла
Методы жизненного цикла позволяют разработчику запускать код на разных стадиях жизненного цикла компонента. Например:
- shouldComponentUpdate — позволяет предотвратить перерисовку компонента с помощью возврата false, если перерисовка не нужна.
- componentDidMount — вызывается после первой отрисовки компонента. Часто используется для запуска получения данных с удалённого источника через API.
- componentWillUnmount — вызывается во время демонтирования компонента. Часто используется для того, чтобы отписаться от наблюдения за событиями.
- render — важнейший метод жизненного цикла. Каждый компонент должен иметь этот метод. Обычно вызывается при изменении данных компонента для перерисовки данных в интерфейсе.

### Не только отрисовка HTML в браузере
React используется не только для отрисовки HTML в браузере. Например, Facebook имеет динамические графики, которые отрисовываются в теге <canvas>. Netflix и PayPal используют изоморфные загрузки для отрисовки идентичного HTML на сервере и клиенте.

### React Hooks
Хуки позволяют использовать состояние и другие возможности React без написания классов.
Построение пользовательских хуков позволяет помещать логику компонента в повторно используемые функции..